# Нома, Хироси
Хироси Нома (яп. 野間 宏 Нома Хироси, 23 февраля 1915 года — 2 января 1991 года) — японский писатель, поэт, критик и общественный деятель, один из лидеров послевоенной литературы Японии. Лауреат премии Танидзаки (1971).

## Биография

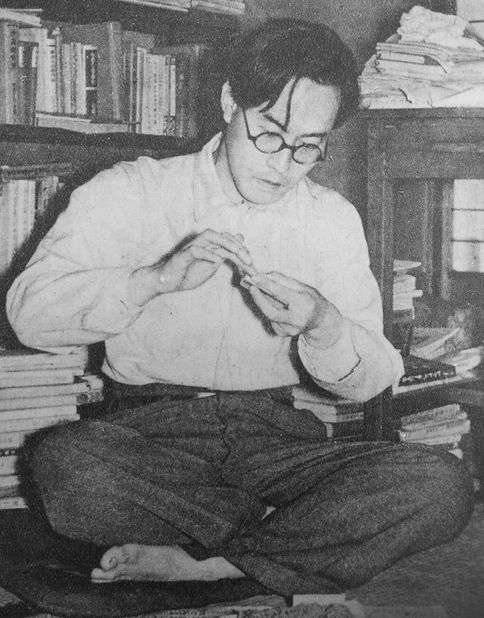
Хироси Нома

Родился в Кобе в семье буддийского монаха, основателя неортодоксальной школы буддизма. Писать начал в 1932 году, когда вместе со своими одноклассниками, в будущем известными литераторами Масахару Фудзи и Сидзуо Такэути стал выпускать школьный поэтический журнал «Трое» (яп. 三人 Саннин). В 1935 году поступил на отделение французской литературы филологического факультета Университета Киото, где особенно подробно изучал творчество французских поэтов-символистов.
В университетские годы увлёкся идеями марксизма и участвовал в студенческом антивоенном движении. В 1941 году был призван в армию и стал вынужденным участником боёв японской императорской армии в Китае и на Филиппинах во время Тихоокеанской войны, но, оказавшись заражённым малярией, был отправлен в Японию.
После возвращения на родину в 1943 году был арестован из-за участия в 1930-х годах в студенческом марксистском движении, в результате чего около полугода провёл в заключении в военной тюрьме. До конца года был выпущен на свободу, однако по-прежнему оставался под строгим наблюдением. В феврале 1944 года был отчислен из армии. Капитуляцию Японии встретил, работая на военном заводе в Осаке. После окончания войны вступил в Коммунистическую партию Японии (КПЯ).
В 1946 году состоялся литературный дебют писателя: была опубликована повесть «Тёмные картины» (яп. 暗い絵 Курай э). С 1951 года Нома стал редактором журнала «Народная литература» (яп. 人民文学 «Дзиммин бунгаку»).
Первый роман Номы «Зона пустоты» (яп. 真空地帯 Синку: титай) был написан в 1952 году и принёс ему широкую известность: произведение считается одним из наиболее значительных антивоенных японских романов второй половины XX века. В том же году роман был экранизирован режиссёром Сацуо Ямамото. В 1964 году Нома был исключён из КПЯ.
В 1971 году за эпический 5-томный социальный роман «Круг молодёжи» (яп. 青年の環 Сэйнэн но ва) писатель был удостоен премии Танидзаки.
Издательством «Тикумасёбо» издано 22-томное полное собрание сочинений Хироси Номы, а издательство «Иванами сётэн» выпустило 14-томное собрание избранных работ писателя. На русский язык переведены стихи и рассказы Номы, а также роман «Зона пустоты».